# Ladislaus Martin Pákozdy
Ladislaus Martin Pákozdy (* 12. November 1910 in Hódmezővásárhely; † 5. April 1993 in Veszprém) war ein ungarischer evangelisch-reformierter Theologe und Bibelwissenschaftler.

## Leben
Pákozdy entstammte einer protestantischen Familie. Nach dem Besuch der Volksschule und der Erlangung seiner Hochschulreife studierte er Reformierte Theologie. Nach seiner Ordination zum Pastor widmete er sich weiter der theologisch-wissenschaftlichen Arbeit und wurde zum Doktor der Theologie promoviert. Er erhielt einen Lehrauftrag für Bibelwissenschaften an der Universität Debrecen. Sein besonderes Interesse galt der Theologie des Alten Testaments und der Geschichte des Judentums, worüber er zahlreiche Veröffentlichungen vorlegte. Diese hatten ihren Ausgangspunkt im Judentum und Christentum, speziell auf dem Territorium von Ungarn und Siebenbürgen.
Pákozdy war einer der Initiatoren zur Gründung der Christlichen Friedenskonferenz (CFK).
Auch nach seinem Ausscheiden aus dem universitären Betrieb war Pákozdy bis zu seinem Tode tätig als Autor in den Göttinger Predigt-Meditationen sowie mit Aufsätzen und Beiträgen in Büchern und Zeitschriften. Zum 70. Geburtstag Martin Niemöllers würdigte er diesen als ein Beispiel dafür, „daß aus dem deutschen Volk auch etwas anderes kommen kann als Kriege und Nationalismus“.

## Ehrung
- Am 11. Mai 1965 verlieh ihm die Universität Wien den Ehrendoktor der Theologie.[3]

## Veröffentlichungen
- Der siebenbürgische Sabbatismus. Seine Entstehung und Entwicklung vom Unitarismus zum Judentum sowie sein Untergang, Stuttgart, Berlin, Köln Kohlhammer 1973, ISBN 3-17-001314-9 / 3170013149
- Juden und Christen in Ungarn nach 1526, in: Kirche und Synagoge. Handbuch zur Geschichte von Christen und Juden
- Die evangelische Christenheit in Ungarn zwischen Ost und West in der zweiten Hälfte des 17. Jahrhunderts. Die moderne alttestamentliche Wissenschaft und die christliche Ethik, in: Tradition und Gegenwart, fünf Gastvorlesungen anlässlich des 150jährigen Bestehens der Berliner Theologischen Fakultät, Evangelische Verlagsanstalt, Berlin 1962
- Juden und Christen in Ungarn nach 1926, in: Kirche und Synagoge, hg.von K. H. Rengstorf und S. v. Kortzfleisch